# Mezzanine (album)
Mezzanine è il terzo album in studio del gruppo musicale britannico Massive Attack, pubblicato il 20 aprile 1998 dalla Circa e dalla Virgin Records.

## Descrizione
Rispetto ai precedenti Blue Lines e Protection, l'album rappresenta una maggiore sperimentazione da parte del trio britannico con la musica elettronica e l'inclusione di chitarre, pur mantenendo sonorità trip hop. A causa di ciò, Mezzanine rappresenta l'ultima pubblicazione con il membro fondatore Andrew "Mushroom" Vowles, che abbandonò il gruppo una volta conclusa la promozione del disco.
Tra i vari collaboratori vi è nuovamente presente Horace Andy, che appare in Angel e Man Next Door, e Elizabeth Fraser dei Cocteau Twins, cantante in Teardrop, Black Milk e Group Four.
L'album è stato il primo ad essere stato reso disponibile anche per lo streaming e, in seguito, nel 2018 il primo ad essere pubblicato sotto forma di DNA.

## Tracce
1. Angel – 6:18 (Robert Del Naja, Grant Marshall, Andrew Vowles, Horace Hinds)
2. Risingson – 4:58 (Robert Del Naja, Grant Marshall, Andrew Vowles, Lou Reed, Pete Seeger)
3. Teardrop – 5:29 (Robert Del Naja, Grant Marshall, Andrew Vowles, Elizabeth Fraser)
4. Inertia Creeps – 5:56 (Robert Del Naja, Grant Marshall, Andrew Vowles)
5. Exchange – 4:11 (Robert Del Naja, Grant Marshall, Andrew Vowles, Bob Hilliard, Mort Garson)
6. Dissolved Girl – 6:07 (Robert Del Naja, Grant Marshall, Andrew Vowles, Sara Jay, Matt Schwartz)
7. Man Next Door – 5:55 (John Holt)
8. Black Milk – 6:20 (Robert Del Naja, Grant Marshall, Andrew Vowles, Elizabeth Fraser)
9. Mezzanine – 5:54 (Robert Del Naja, Grant Marshall, Andrew Vowles)
10. Group Four – 8:13 (Robert Del Naja, Grant Marshall, Andrew Vowles, Elizabeth Fraser)
11. (Exchange) – 4:14 (Robert Del Naja, Grant Marshall, Andrew Vowles, Horace Hinds, Bob Hilliard, Mort Garson)

Traccia bonus nell'edizione giapponese
1. Superpredators (The Mad Professor Remix) – 5:12

Mezzanine Mad Professor – CD bonus nell'edizione deluxe del 2018
1. Metal Banshee (Mad Professor Mix One) – 5:48 (Kenny Morris, John McKay, Siouxsie Sioux, Steven Severin)
2. Angel (Angel Dust) – 6:03 (Robert Del Naja, Grant Marshall, Andrew Vowles, Horace Hinds)
3. Teardrop (Mazaruni Dub One) – 6:04 (Robert Del Naja, Grant Marshall, Andrew Vowles, Elizabeth Fraser)
4. Inertia Creeps (Floating on Dubwise) – 6:05 (Robert Del Naja, Grant Marshall, Andrew Vowles)
5. Risingson (Setting Sun Dub Two) – 4:53 (Robert Del Naja, Grant Marshall, Andrew Vowles, Lou Reed, Pete Seeger)
6. Exchange (Mountain Steppers Dub) – 5:43 (Robert Del Naja, Grant Marshall, Andrew Vowles, Bob Hilliard, [ort Garson)
7. Wire (Leaping Dub) – 5:20 (Robert Del Naja, Grant Marshall, Andrew Vowles)
8. Group Four (Security Forces Dub) – 8:13 (Robert Del Naja, Grant Marshall, Andrew Vowles, Elizabeth Fraser)

## Formazione
Hanno partecipato alle registrazioni, secondo le note di copertina:
Gruppo
- Robert Del Naja – arrangiamento, voce, programmazione, tastiera, campionatore
- Grant Marshall – arrangiamento, voce, programmazione, tastiera, campionatore
- Andrew Vowles – arrangiamento, programmazione, tastiera, campionatore

Altri musicisti
- Neil Davidge – arrangiamento, programmazione, tastiera, campionatore
- Horace Andy – voce
- Elizabeth Fraser – voce
- Sara Jay – voce
- Angelo Bruschini – chitarra
- John Harris – basso
- Bob Locke – basso
- Winston Blisset – basso
- Andy Gangadeen – batteria
- Dave Jenkins – tastiera aggiuntiva
- Michael Timothy – tastiera aggiuntiva

Produzione
- Massive Attack – produzione
- Neil Davidge – produzione
- Jan Kybert – Pro Tools
- Lee Shepherd – ingegneria del suono
- Mark "Spike" Stent – missaggio
- Jan Kybert – assistenza al missaggio
- P-Dub – assistenza al missaggio
- Tim Young – montaggio

## Classifiche
| Classifica (1998) | Posizione massima |
| ----------------- | ----------------- |
| Australia         | 1                 |
| Austria           | 3                 |
| Belgio (Fiandre)  | 4                 |
| Belgio (Vallonia) | 14                |
| Finlandia         | 4                 |
| Francia           | 3                 |
| Germania          | 6                 |
| Italia            | 53                |
| Norvegia          | 2                 |
| Nuova Zelanda     | 1                 |
| Paesi Bassi       | 17                |
| Svezia            | 4                 |
| Svizzera          | 6                 |